# Mednarodni filmski festival v Berlinu
Mednarodni filmski festival v Berlinu (Berlinale) je festival A-kategorije, torej mednarodni filmski festival s tekmovalnim programom. Poleg festivalov v Cannesu in Benetkah velja za enega od treh najpomembnejših filmskih festivalov na svetu.
Berlinale vsako leto obišče okoli 20.000 medijskih strokovnjakov iz več kot 70 držav. Prav tako visoko je število prijavljenih filmov - leta 2004 se je za projekcijo na festivalu potegovalo več kot 3.000 filmov. Od leta 2002 dalje spada festival pod pristojnost Zvezne republike Nemčije, torej ne črpa več iz deželne blagajne Berlina. 

## Zgodovina
Prvi Berlinale so priredili leta 1950. Do leta 1978 je potekal poleti, od takrat naprej ima termin februarja. Na to je vplivala želja po projekciji čim več svetovnih premier filmov. Kajti velja pravilo, da lahko posamezen film nastopi le na enem od treh velikih festivalov. Torej le v Berlinu, Benetkah ali Cannesu.
Iniciator filmskega festivala je bil Oscar Martay, predstavnik ameriške vojske, ki je bil pristojen za kontrolo filmske industrije v Berlinu. Martay je tudi priskrbel denarna sredstva iz virov ameriške vojske, ki so omogočila prva leta festivala. Prvi Berlinale je imel slogan »Izložbeno okno svobodnega sveta« - 6. junija 1951 ga je otvoril prvi ameriški film Alfreda Hitchcocka, Rebecca. 
Prvi direktor filmskega festivala je postal filmski zgodovinar Alfred Bauer, ki je po vojni deloval kot svetovalec britanske vojske. Že od prvega festivala naprej se podeljuje zlati medved za najboljši celovečerni film. Koncept kipca je delo kiparke Renée Sintenis. Vendar so prve zlate medvede podeljevali kot nagrade občinstva, na podelitev torej ni vplivala žirija. 
Leta 1955 se je to spremenilo. Takrat je Mednarodno združenje filmskih producentov (FIAPF) Berlinale tudi uradno kategoriziralo kot festival A kategorije. K dolžnostim takega tipa festivala spada tudi imenovanje mednarodne žirije, ki tako od leta 1956 naprej podeljuje zlate in srebrne medvede. Berlinale je predvsem znan po velikem številu obiskovalcev in zvezdnikov. 
Korenite spremembe so nastopile konec šestdesetih let dvajsetega stoletja zaradi hladne vojne in družbenih sprememb. Tako je film O.K. režiserja Michaela Verhoevena leta 1970 dvignil toliko prahu, da je žirija odstopila in prekinila tekmovalni program. Leta 1971 pa se je v festival integriral tudi Mednarodni forum mladega filma, ki se posveča filmom mladih ustvarjalcev ter progresivnim izdelkom. Politika takratnega predsednika vlade Willyja Brandta je poskrbela za prvo projekcijo nekega sovjetskega filma leta (1974) ter prvo projekcijo filmskega izdelka iz Nemške demokratične republike (1975).
Leta 1976 je postal direktor festivala filmski publicist Wolf Donner, ki festival korenito posodobil - vpeljal je tudi nov têrmin za festival. Eden od razlogov za novi termin je tudi sprememba termina filmske tržnice (danes: European Film Market), ki se pozimi manj križa z ostalimi filmskimi tržnicami. Poleg tega so prvič organizirane dodatne sekcije, na primer Nemški film, Otroški filmski festival in Panorama. Leta 1979 je direktor postal Moritz de Hadeln. V čas njegovega vodenja sodi tudi premestitev festivalske centrale na Potsdamer Platz.
Od leta 2001 naprej vodi Berlinale politolog in menedžer Dieter Kosslick. Do sedaj je uveljavil novo sekcijo Perspektiva: nemški film ter leta 2003 prvič priredil Berlinale Talent Campus, kjer se vsako leto predstavijo mladi, še neuveljavljeni filmski igralci in igralke. 
Od 1998 vsako leto podeljujejo mladim nadobudnim igralkam in igralcem priznanje za izstopajočo vlogo v preteklem filmskem letu, tako imenovano nagrade »Shooting Stars«. Med Slovenci so jo doslej prejeli: Aleksandra Balmazović (2005), Iva Krajnc (2006), Marko Mandić (2007), Jure Henigman (2013) in Maruša Majer (2016).
- Kino International
- Cubix Kino
- Delphi Filmpalast
- Wim Wenders
- Sharon Stone

## Sekcije

### Tekmovalni program
Tekmovalni program predstavlja osrednji del festivala, kjer se celovečerni filmi potegujejo za Zlatega ter Srebrne medvede. V tekmovalnem programu lahko nastopijo le filmi, ki so bili dokončani v zadnjih 12 mesecih pred pričetkom festivala. Dodaten pogoj je, da še niso bili prikazani izven matičnih držav. Nagrade podeljuje mednarodna žirija (leta 2006 jo je na primer vodila britanska igralka Charlotte Rampling). Edini slovenski film od osamosvojitve naprej, ki je bil uvrščen v ta prestižni program, so Rezervni deli (2003) režiserja Damjana Kozoleta.

### Mednarodni forum mladega filma
Prireja se od leta 1971 naprej ter zajema predvsem družbeno-kritične filme. V okviru Foruma so se med drugim uveljavili režiserji Raoul Ruiz, Derek Jarman in Peter Greenaway. V tej sekciji so predvajani tudi filmi nekonvencionalnih formatov - na primer zelo dolge produkcije (npr. Taiga, Ulrike Ottinger, 8 ur 21 minut; Satantango, Bela Tarr, 7 ur 16 minut). Pomembno težišče sekcije pa je projekcija neevropskih filmov, predvsem neodvisnih, avantgardnih ter »neznanih« produkcij. 

### Retrospektive
Prva retrospektiva je bila prirejena leta 1977. Poleg osrednje retrospektive se vsako leto priredi tudi t. i. Hommage. Retrospektive se običajno ukvarjajo z določenimi žanri ali obdobji, hommagi z določenimi avtorji ali igralkami/igralci. 

### Panorama
Težišča te sekcije so umetniški filmi in avtorske produkcije. Vsi prikazani filmi v tej sekciji so svetovne ali evropske premiere. Letno se odvrti 18 celovečernih filmov. Pododdelki te sekcije so: Dokumenti, Panorama Special in Panorama: kratki filmi. Vsebinsko se sekcija osredotoča na filme, ki obravnavajo družbeno življenje v splošnem ali posebnem. Tradicionalno se tako odvrti recimo veliko filmov z gejevsko-lezbično tematiko.

### Otroški filmski festival/14plus
Vsako leto prikaže mednarodni izbor aktualnih celovečernih in kratkih filmov za otroke. Med filmi enajstčlanska otroška žirija izbere po enega dobitnika Steklenega medveda za najboljši celovečerni oziroma kratki film. Poleg tega dodatna strokovna mednarodna žirija podeli tudi nagrado Nemškega združenja prijateljev mladine. Leta 2003 so prvič priredili tudi posebno mladinsko sekcijo, imenovano 14plus. Steklenega medveda za najboljšo celovečerno produkcijo podeli v tem primeru sedemčlanska žirija mladostnikov. 
Otroški filmski festival letno obišče okoli 30.000 gledalcev. Neredno se organizirajo tudi retrospektive v tej sekciji. 

### Berlinale Special
Berlinale Special je del uradnega programa postala leta 2004. V tem delu Berlinala se prikazujejo aktualni izdelki priznanih filmskih ustvarjalcev, kakor tudi filmske klasike in filmi, ki obravnavajo trenutno pereče probleme. 

### European Film Market
European Film Market (EFM) je naslednik nekdanje filmske tržnice. V okviru EFM-a se vsako leto organizira okoli 600 projekcij 400 prijavljenih filmov. 

### Perspektiva: nemški film
Ta sekcija se posveča izključno aktualnim nemškim produkcijam - tako celovečernim igranim, kakor tudi dokumentarnim in eksperimentalnim filmom. Vsako leto se v ta namen izbere okoli 12 izmed 250 prijavljenih filmov.

### Druge prireditve na Berlinalu
- Berlinale Talent Campus
- Nemški film
- kratki filmi se prikazujejo v okviru tekmovalnega programa ter programa Panorama in Otroškega filmskega festivala ter 14plus.
- Berlinale - poletne noči

## Nagrade, priznanja
- Zlati medved
- Srebrni medved - za najboljšo režijo, moško in žensko vlogo, glasbo, umetniški prispevek, scenarij in prvi film
- Berlinale Kamera
- Zlati častni medved
- Nagrada AGICOA
- Nagrada Alfred Bauer
- Teddy - gejevsko-lezbična nagrada, v okviru Panorame
- Nagrada LVT Manfred Salzgeber - od leta 1991 naprej; za najbolj inovativen film (prejela tudi Maja Weiss za Varuha meje)
- Nagrada občinstva Panorama - prvič podeljena leta 1999
- Velika nagrada Nemškega združenja prijateljev mladine - Otroški filmski festival
- Dialogue en perspective - Perspektiva: nemški film